# Шалкодинский сельский округ
Шалкодинский сельский округ (каз. Шалкөде ауылдық округі) — административная единица в составе Райымбекского района Алматинской области Казахстана. Административный центр — село Шалкоде. 
Население — 3609 человек (2009; 3579 в 1999). 

## Административное устройство
| Населённый пункт | Население, лиц (1999) | Население, лиц (2009) |
| ---------------- | --------------------- | --------------------- |
| Талас, село      | 1718                  | ▼1682                 |
| Шалкоде, село    | 1861                  | ▲1927                 |